# Pollimyrus adspersus
Pollimyrus adspersus es una especie de pez elefante eléctrico en la familia Mormyridae presente en varias cuencas hidrográficas al este de África, entre ellas los ríos Volta, Mono o Ouémé. Es nativa de Benín, Camerún, República democrática del Congo, Ghana, Nigeria y Togo; puede alcanzar un tamaño aproximado de 8.6 cm.
Respecto al estado de conservación, se puede indicar que de acuerdo a la IUCN, esta especie puede catalogarse en la categoría «Menos preocupante (LC)».